# Tribunal de Cuentas (Uruguay)
El Tribunal de Cuentas de Uruguay es el órgano de control externo o entidad fiscalizadora superior del país. Su creación data del año 1934, cuando fue incorporado a nivel institucional por la Constitución de ese año.
Sus funciones se encuentran reglamentadas en la Sección XIII de la Constitución, el Texto Ordenado de Contabilidad y Administración Financiera (TOCAF), en leyes dispersas y en las ordenanzas que el propio Tribunal dicta al amparo de la potestad que le confieren los artículos 210, 211 y 212 de la Constitución.

## Historia
El primer antecedente de control externo en el uso de los recursos públicos data de los inicios de la vida independiente del país. La Asamblea General Constituyente y Legislativa del Estado, previo al dictado de la Constitución, creó una “Comisión de Cuentas” con el cometido de “realizar el examen, liquidación y comprobación de las cuentas generales que cada año debe presentar el Gobierno”, a cuyos efectos todas las oficinas del Estado debían pasarle “los documentos, libros y noticias que pida”.   

Vigente ya la Constitución de 1830, se aprobó la Ley N° 65, de 28 de abril de 1834, que dispuso;  
“Cada Cámara de las que componen el Cuerpo Legislativo nombrará todos los años, al empezar el período de sus sesiones, una Comisión de Cuentas para fiscalizar las que presente el Poder Ejecutivo".  
La evolución legislativa posterior sistematizó y organizó las facultades y cometidos de las Comisiones de Cuentas, manteniendo el control externo de la gestión financiera estatal en el ámbito parlamentario (Leyes N.º 339, de 21 de julio de 1853, y N.º 1466, de 17 de mayo de 1880).
El Tribunal de Cuentas como órgano  de control externo fue incorporado a la organización institucional del país por la Constitución de 1934, en los últimos seis artículos de la Sección XIII titulada "De la Hacienda Pública". 
La Constitución de 1942 mantuvo en líneas generales la regulación de la Carta anterior, mientras que la Constitución de 1952 separó las disposiciones referidas al Tribunal de Cuentas de las relativas a la Hacienda Pública, insertándolas en una Sección específica. La Constitución de 1967 mantuvo esta separación.

## Naturaleza jurídica
El Tribunal de Cuentas está ubicado institucionalmente en un lugar de máxima jerarquía, similar al otorgado al Tribunal de lo Contencioso Administrativo y a la Corte Electoral.   
Actúa en función administrativa vigilando “la ejecución de los presupuestos” y controlando “toda gestión relativa a la hacienda pública”. Verifica la conformidad de la gestión financiera estatal a las reglas que la regulan, "haciendo observaciones", "exponiendo las consideraciones y observaciones pertinentes" o denunciando "todas las irregularidades en el manejo de fondos públicos e infracciones a las leyes de presupuesto y contabilidad". Posee potestades de control financiero externo, las que ejerce con total autonomía e independencia frente a los Poderes del Estado y frente a toda la administración autónoma controlada. 
Para asegurar la efectividad de sus potestades, la Constitución dotó al organismo de algunos atributos básicos:
- Ubicación institucional de máximo nivel jerárquico;
- Independencia absoluta respecto a los Poderes, organismos y entidades controladas;
- Autonomía funcional, administrativa y técnica;
- Cierto grado de autonomía económico-financiera: la Constitución confiere al Tribunal de Cuentas la potestad de proyectar su propio presupuesto. Y si bien el Poder Ejecutivo puede introducirle modificaciones, en caso de que existan diferencias entre lo planteado por el Ejecutivo y el Tribunal, ambos presupuestos deben ser remitidos al Parlamento, para que este decida en definitiva.[1]

## Funciones
La Constitución establece que el marco de actuación del Tribunal de Cuentas es "la vigilancia en la ejecución de los presupuestos y la función de control de toda gestión relativa a la Hacienda Pública".

### Funciones de contralor
Sus funciones de contralor son:
1. Dictaminar e informar en materia de presupuestos.
2. Intervenir preventivamente en los gastos y los pagos.
3. Dictaminar e informar respecto de la rendición de cuentas y gestiones de todos los órganos del Estado, inclusive Gobiernos Departamentales, Entes Autónomos y Servicios Descentralizados.
4. Presentar a la Asamblea General la memoria anual relativa a la rendición de cuentas.
5. Intervenir en todo lo relativo a la gestión financiera de los órganos del Estado, Gobiernos Departamentales, Entes Autónomos y Servicios Descentralizados, y denunciar, ante quien corresponda, todas las irregularidades en el manejo de fondos públicos e infracciones a las leyes de presupuesto y contabilidad.
6. Dictar las ordenanzas de contabilidad, que tendrán fuerza obligatoria para todos los órganos del Estado, Gobiernos Departamentales, Entes Autónomos y Servicios Descentralizados.
7. Proyectar sus presupuestos que elevará al Poder Ejecutivo, para ser incluidos en los presupuestos respectivos.[2]

### Funciones de asesoramiento
Sus funciones de asesoramiento son:
1. Asesoramiento en materia presupuestaria. El dictamen del Tribunal de Cuentas es facultativo respecto al Presupuesto Nacional y preceptivo en el caso de los Entes Industriales o Comerciales del Estado y de los Gobiernos Departamentales.
2. Asesoramiento en materia de emisión de títulos de deuda pública, concertación de empréstitos y aplicación de superávits por los Gobiernos Departamentales.
3. Asesoramiento en materia de Rendiciones de Cuentas. El Tribunal de Cuentas informa anualmente a la Asamblea General respecto a las rendiciones de cuentas que formulan todos los órganos del estado, incluidos los Gobiernos Departamentales, los Entes Autónomos y los Servicios Descentralizados. Asimismo emite opinión respecto a las rendiciones de cuentas especiales que deben formular los Directorios o los Directores salientes de los Entes Autónomos y Servicios Descentralizados.
4. Asesoramiento a las Juntas Departamentales. Las Juntas pueden solicitar el asesoramiento del Tribunal de Cuentas en cuestiones relativas a la Hacienda o a la Administración Departamental.
5. Contestación de pedidos de informes de los legisladores. Todo legislador puede pedir al Tribunal de Cuentas por intermedio del Presidente de la Cámara respectiva los datos e informes que estime necesarios para el cumplimiento de sus funciones.
6. Conformidad previa sobre el Plan de Cuentas y Registros Contables. El Tribunal de Cuentas presta su conformidad previa al Plan de Cuentas y de registros contables, aplicable en forma obligatoria para todos los organismos públicos.
7. Presentación de la Memoria Anual. El Tribunal presenta anualmente a la Asamblea General la memoria anual relativa a la rendición de cuentas y gestiones de todos los órganos del Estado, inclusive Gobiernos Departamentales, Entes Autónomos y Servicios Descentralizados.
8. Evacuación y publicación de consultas. El Tribunal evacua las consultas que le formulan por escrito los organismos públicos. Además publica periódicamente aquellas son de interés general.[1]

## Organización

### Integración
El Tribunal de Cuentas es un cuerpo colegiado que inicialmente estuvo integrado de cinco miembros y al que se agregaron dos miembros más en la Constitución de 1952. Sus integrantes deben reunir las mismas calidades que para ser senador (ciudadanía natural o legal con siete años de ejercicio y treinta años cumplidos de edad) y son elegidos por la Asamblea General por dos tercios de votos del total de sus componentes, contando cada uno de ellos con tres suplentes, para los casos de vacancia, impedimento temporal o licencia de los titulares.
Producida su integración, el propio Tribunal de Cuentas designa luego a su Presidente. Los miembros pueden ser reelectos y cesan en sus funciones cuando la Asamblea General efectúa los nombramientos para un nuevo período.

### Autoridades actuales
|                                       |                                   |
| Presidente                            |                                   |
| Francisco Gallinal (Partido Nacional) |                                   |
| Vicepresidente                        |                                   |
| Darwin Machado (Partido Nacional)     |                                   |
| Ministros                             |                                   |
| Enrique Cabrera (Frente Amplio)       | Miguel Aumento (Frente Amplio)    |
| Linder Reyes (Partido Nacional)       | Álvaro Ezcurra (Partido Colorado) |
| Flora De Santis (Frente Amplio)       |                                   |

### Autoridades anteriores
Durante el período 1996-2010 el Tribunal estuvo integrado por:

| Periodo 1996 - 2010                | Periodo 1996 - 2010                  | Periodo 1996 - 2010              |
| Presidente                         | Presidente                           | Presidente                       |
| ---------------------------------- | ------------------------------------ | -------------------------------- |
|                                    | Guillermo Ramírez                    |                                  |
| Vicepresidente                     |                                      |                                  |
|                                    | Carlos Guariglia (Partido Colorado)  |                                  |
| Ministros                          |                                      |                                  |
| Ricardo Pacheco (Partido Colorado) | Enrique Pujol (Partido Colorado)     | Gustavo Osta (Partido Colorado)  |
| Álvaro Tringolo (Partido Colorado) | Ernesto Belo Rosa (Partido Nacional) | Jorge Egozcue (Partido Nacional) |
| Ariel Álvarez (Frente Amplio)      | Oscar Grecco (Frente Amplio)         |                                  |

## Vínculos internacionales
El Tribunal de Cuentas es miembro de la Organización Internacional de las Entidades Fiscalizadoras Superiores (INTOSAI) y de la Organización Latinoamericana y del Caribe de Entidades Fiscalizadoras Superiores (OLACEFS).